# Arondismentul Bordeaux
Arondismentul Bordeaux (în franceză Arrondissement de Bordeaux) este un arondisment din departamentul Gironde, regiunea Aquitania, Franța.

## Subdiviziuni

### Cantoane
- Cantonul Bègles
- Cantonul Blanquefort
- Cantonul Bordeaux 1e
- Cantonul Bordeaux 2e
- Cantonul Bordeaux 3e
- Cantonul Bordeaux 4e
- Cantonul Bordeaux 5e
- Cantonul Bordeaux 6e
- Cantonul Bordeaux 7e
- Cantonul Bordeaux 8e
- Cantonul Le Bouscat
- Cantonul La Brède
- Cantonul Carbon-Blanc
- Cantonul Cenon
- Cantonul Créon
- Cantonul Floirac
- Cantonul Gradignan
- Cantonul Lormont
- Cantonul Mérignac 1e
- Cantonul Mérignac 2e
- Cantonul Pessac 1e
- Cantonul Pessac 2e
- Cantonul Saint-Médard-en-Jalles
- Cantonul Talence
- Cantonul Villenave-d'Ornon

### Comune
| 1. Ambarès-et-Lagrave (33003)          | 2. Ambès (33004)                       | 3. Arbanats (33007)                   | 4. Arcins (33010)                       |
| 5. Arsac (33012)                       | 6. Artigues-près-Bordeaux (33013)      | 7. Aubie-et-Espessas (33018)          | 8. Avensan (33022)                      |
| 9. Ayguemorte-les-Graves (33023)       | 10. Barsac (33030)                     | 11. Bassens (33032)                   | 12. Baurech (33033)                     |
| 13. Beautiran (33037)                  | 14. Bègles (33039)                     | 15. Béguey (33040)                    | 16. Beychac-et-Caillau (33049)          |
| 17. Blanquefort (33056)                | 18. Blésignac (33059)                  | 19. Bonnetan (33061)                  | 20. Burdeos (33063)                     |
| 21. Bouliac (33065)                    | 22. Le Bouscat (33069)                 | 23. Brach (33070)                     | 24. La Brède (33213)                    |
| 25. Bruges (33075)                     | 26. Budos (33076)                      | 27. Cabanac-et-Villagrains (33077)    | 28. Cadaujac (33080)                    |
| 29. Cadillac (33081)                   | 30. Camarsac (33083)                   | 31. Cambes (33084)                    | 32. Camblanes-et-Meynac (33085)         |
| 33. Cantenac (33091)                   | 34. Canéjan (33090)                    | 35. Capian (33093)                    | 36. Carbon-Blanc (33096)                |
| 37. Cardan (33098)                     | 38. Carignan-de-Bordeaux (33099)       | 39. Castelnau-de-Médoc (33104)        | 40. Castres-Gironde (33109)             |
| 41. Cénac (33118)                      | 42. Cenon (33119)                      | 43. Cérons (33120)                    | 44. Cestas (33122)                      |
| 45. Croignon (33141)                   | 46. Créon (33140)                      | 47. Cubzac-les-Ponts (33143)          | 48. Cursan (33145)                      |
| 49. Cussac-Fort-Médoc (33146)          | 50. Donzac (33152)                     | 51. Eysines (33162)                   | 52. Fargues-Saint-Hilaire (33165)       |
| 53. Floirac (33167)                    | 54. Gabarnac (33176)                   | 55. Gauriaguet (33183)                | 56. Gradignan (33192)                   |
| 57. Guillos (33197)                    | 58. Le Haillan (33200)                 | 59. Haux (33201)                      | 60. Illats (33205)                      |
| 61. Isle-Saint-Georges (33206)         | 62. Labarde (33211)                    | 63. Lacanau (33214)                   | 64. Lamarque (33220)                    |
| 65. Landiras (33225)                   | 66. Langoiran (33226)                  | 67. Laroque (33231)                   | 68. Latresne (33234)                    |
| 69. Léognan (33238)                    | 70. Lestiac-sur-Garonne (33241)        | 71. Lignan-de-Bordeaux (33245)        | 72. Listrac-Médoc (33248)               |
| 73. Lormont (33249)                    | 74. Loupes (33252)                     | 75. Loupiac (33253)                   | 76. Ludon-Médoc (33256)                 |
| 77. Macau (33262)                      | 78. Madirac (33263)                    | 79. Margaux (33268)                   | 80. Martignas-sur-Jalle (33273)         |
| 81. Martillac (33274)                  | 82. Mérignac (33281)                   | 83. Monprimblanc (33288)              | 84. Montussan (33293)                   |
| 85. Moulis-en-Médoc (33297)            | 86. Omet (33308)                       | 87. Paillet (33311)                   | 88. Parempuyre (33312)                  |
| 89. Pessac (33318)                     | 90. Peujard (33321)                    | 91. Le Pian-Médoc (33322)             | 92. Podensac (33327)                    |
| 93. Pompignac (33330)                  | 94. Le Porge (33333)                   | 95. Portets (33334)                   | 96. Le Pout (33335)                     |
| 97. Preignac (33337)                   | 98. Pujols-sur-Ciron (33343)           | 99. Quinsac (33349)                   | 100. Rions (33355)                      |
| 101. Sadirac (33363)                   | 102. Saint-André-de-Cubzac (33366)     | 103. Saint-Antoine (33371)            | 104. Saint-Aubin-de-Médoc (33376)       |
| 105. Saint-Caprais-de-Bordeaux (33381) | 106. Saint-Genès-de-Lombaud (33408)    | 107. Saint-Gervais (33415)            | 108. Saint-Jean-d'Illac (33422)         |
| 109. Saint-Laurent-d'Arce (33425)      | 110. Saint-Léon (33431)                | 111. Saint-Loubès (33433)             | 112. Saint-Louis-de-Montferrand (33434) |
| 113. Saint-Médard-d'Eyrans (33448)     | 114. Saint-Médard-en-Jalles (33449)    | 115. Saint-Michel-de-Rieufret (33452) | 116. Saint-Morillon (33454)             |
| 117. Saint-Selve (33474)               | 118. Saint-Sulpice-et-Cameyrac (33483) | 119. Saint-Vincent-de-Paul (33487)    | 120. Sainte-Croix-du-Mont (33392)       |
| 121. Sainte-Eulalie (33397)            | 122. Sainte-Hélène (33417)             | 123. Salaunes (33494)                 | 124. Salignac (33495)                   |
| 125. Salleboeuf (33496)                | 126. Saucats (33501)                   | 127. Saumos (33503)                   | 128. La Sauve (33505)                   |
| 129. Soussans (33517)                  | 130. Tabanac (33518)                   | 131. Le Taillan-Médoc (33519)         | 132. Talence (33522)                    |
| 133. Le Temple (33528)                 | 134. Le Tourne (33534)                 | 135. Tresses (33535)                  | 136. Villenave-d'Ornon (33550)          |
| 137. Villenave-de-Rions (33549)        | 138. Virelade (33552)                  | 139. Virsac (33553)                   | 140. Yvrac (33554)                      |